# Saison 1986-1987 du Stade Malherbe Caen
Chronologie
Saison précédente Saison suivante
En 1986-1987, le Stade Malherbe de Caen évolue en deuxième division pour la troisième saison consécutive.
Les Caennais de Mankowski, qui ne se cachent pas de viser une promotion rapide en première division, réalisent une saison pleine. Malgré l'efficacité de ses nouveaux attaquants Philippe Prieur et Éric Pécout et son invincibilité à domicile, le club est dominé par les Chamois niortais qui terminent en tête du groupe.
Qualifiés pour les barrages de promotion en deuxième division, les Caennais s'inclinent face à l'AS Cannes. Philippe Prieur est nommé joueur de l’année en Division 2 en 1987 par le magazine France Football. Mankowski est désigné meilleur entraîneur de division 2.

## Transferts

### Arrivées
| Nom               | Poste     | Nationalité sportive | Transfert | Provenance         |
| ----------------- | --------- | -------------------- | --------- | ------------------ |
| Philippe Prieur   | attaquant | France               | transfert | Havre AC           |
| Éric Pécout       | attaquant | France               | transfert | RC Strasbourg      |
| Christian Pesin   | défenseur | France               | transfert | Stade quimperois   |
| Thierry Moreau    | milieu    | France               | prêt      | Havre AC           |
| François Rolland  | milieu    | France               | transfert | ASPTT Caen         |
| Samuel Hainsselin | attaquant | France               | transfert | ASPTT Caen         |
| Slavoljub Muslin  | défenseur | France               | transfert | Brest Armorique FC |

### Départs
| Nom              | Poste     | Nationalité sportive | Transfert | Destination         |
| ---------------- | --------- | -------------------- | --------- | ------------------- |
| Alain Vandeputte | attaquant | France               | transfert | FC Bourges          |
| Gilles Crapoulet | défenseur | France               | transfert | AS Angoulême        |
| Guy Stéphan      | milieu    | France               | arrêt     |                     |
| Franck Lemesle   | attaquant | France               | transfert | CS Louhans-Cuiseaux |
| Pascal Angué     | gardien   | France               |           |                     |
| Hervé Pérennes   | milieu    | France               | arrêt     |                     |

## Effectif

### Joueurs utilisés
| Joueur             | D2     | D2   |
| Joueur             | Matchs | Buts |
| ------------------ | ------ | ---- |
| Michel Bensoussan  | 34     | 0    |
| Philippe Montanier | 0      | 0    |

| Joueur               | D2 | D2 |
| Joueur               | M  | B  |
| -------------------- | -- | -- |
| Philippe Delval      | 32 | 2  |
| Bruno Scipion        | 31 | 2  |
| Philippe Delval      | 32 | 0  |
| Jean-Pierre Avrillon | 34 | 3  |
| Germain M'Bemba      | 10 | 0  |
| Éric Bala            | 33 | 1  |

| Joueur           | D2 | D2 |
| Joueur           | M  | B  |
| ---------------- | -- | -- |
| Thierry Moreau   | 24 | 2  |
| Emmanuel Hamon   | 26 | 3  |
| Olivier Pichard  | 30 | 7  |
| Christian Pesin  | 25 | 0  |
| Christophe Point | 31 | 4  |
| Slavo Muslin     | 15 | 1  |
| François Rolland | 3  | 0  |

| Joueur            | D2 | D2 |
| Joueur            | M  | B  |
| ----------------- | -- | -- |
| Éric Pécout       | 12 | 13 |
| Yvan Lebourgeois  | 30 | 6  |
| Fabrice Divert    | 13 | 2  |
| Philippe Prieur   | 28 | 16 |
| Samuel Hainsselin | 1  | 0  |

## Les rencontres de la saison

### Championnat de deuxième division
| Date       | Journée | Adversaire       | Lieu | Score | Buteurs SMC | Class. |
| ---------- | ------- | ---------------- | ---- | ----- | ----------- | ------ |
| 09/08/1986 | 1er     | La Roche sur Yon | dom  | 5 - 0 |             |        |
| 15/08/1986 | 2e      | Chamois niortais | ext  | 2 - 0 |             |        |
| 20/08/1986 | 3e      | Valenciennes FC  | dom  | 3 - 2 |             |        |
| 23/08/1986 | 4e      | Stade de Reims   | ext  | 1 - 0 |             |        |
| 27/08/1986 | 5e      | Guingamp         | dom  | 3 - 0 |             |        |
| 30/08/1986 | 6e      | US Dunkerque     | ext  | 0 - 3 |             |        |
| 06/09/1986 | 7e      | RC Strasbourg    | dom  | 4 - 1 |             |        |
| 13/09/1986 | 8e      | US Orléans       | dom  | 2 - 0 |             |        |
| 16/09/1986 | 9e      | FC Tours         | ext  | 1 - 0 |             |        |
| 19/09/1986 | 10e     | Saint Dizier     | dom  | 2 - 1 |             |        |
| 26/09/1986 | 11e     | Amiens SC        | ext  | 0 - 1 |             |        |
| 03/10/1986 | 12e     | SCO Angers       | dom  | 3 - 0 |             |        |
| 10/10/1986 | 13e     | Red Star 93      | ext  | 2 - 3 |             |        |
| 17/10/1986 | 14e     | AS Beauvais      | dom  | 3 - 2 |             |        |
| 21/10/1986 | 15e     | FC Mulhouse      | ext  | 2 - 1 |             |        |
| 25/10/1986 | 16e     | Quimper CFC      | dom  | 3 - 0 |             |        |
| 31/10/1986 | 17e     | SC Abbeville     | ext  | 2 - 0 |             |        |
| 07/11/1986 | 18e     | Chamois niortais | dom  | 3 - 2 |             |        |
| 15/11/1986 | 19e     | Valenciennes FC  | ext  | 1 - 1 |             |        |
| 21/11/1986 | 20e     | Stade de Reims   | dom  | 1 - 0 |             |        |
| 29/11/1986 | 21e     | Guingamp         | ext  | 1 - 3 |             |        |
| 05/12/1986 | 22e     | US Dunkerque     | dom  | 3 - 1 |             |        |
| 14/12/1986 | 23e     | RC Strasbourg    | ext  | 1 - 1 |             |        |
| 06/03/1987 | 24e     | US Orléans       | ext  | 1 - 1 |             |        |
| 13/03/1987 | 25e     | FC Tours         | dom  | 2 - 1 |             |        |
| 28/03/1987 | 26e     | Saint Dizier     | ext  | 3 - 2 |             |        |
| 04/04/1987 | 27e     | Amiens SC        | dom  | 5 - 0 |             |        |
| 11/04/1987 | 28e     | SCO Angers       | ext  | 0 - 0 |             |        |
| 17/04/1987 | 29e     | Red Star 93      | dom  | 1 - 0 |             |        |
| 25/04/1987 | 30e     | AS Beauvais      | ext  | 2 - 0 |             |        |
| 01/05/1987 | 31e     | FC Mulhouse      | dom  | 0 - 0 |             |        |
| 10/05/1987 | 32e     | Quimper CFC      | ext  | 0 - 1 |             |        |
| 16/05/1987 | 33e     | SC Abbeville     | dom  | 1 - 0 |             |        |
| 23/05/1987 | 34e     | La Roche sur Yon | ext  | 1 - 1 |             |        |
| 30/05/1987 | barrage | AS Cannes        | dom  | 1 - 2 |             |        |

### Coupe de France
| Date       | Tour       | Adversaire         | Lieu     | Score | Buteurs SMC | Public |
| ---------- | ---------- | ------------------ | -------- | ----- | ----------- | ------ |
|            | 7e tour    | Sablé (DH)         |          | 0 - 1 |             |        |
| 03/01/1987 | 8e tour    | Saint Quentin (D3) | Caen     | 4 - 0 |             |        |
| 22/03/1987 | 32e        | US Dunkerque       | Pavilly  | 1 - 0 |             |        |
| 01/04/1987 | 16e aller  | Toulouse FC        | Toulouse | 1 - 0 |             |        |
| 07/04/1987 | 16e retour | Toulouse FC        | Caen     | 1 - 1 | Divert      | 10 400 |